# Petri Camera
Petri Camera (яп. ペトリカメラ) — японська компанія-виробник фотоапаратів і телескопів.

## Історія компанії
Компанія була заснована в 1907 році під назвою Kuribayashi Seisakusho. Засновник компанії є Курібаяші Сейсакушо (Kuribayashi Seisakusho). Компанія почала в 1919 виробництво фотоапарата «Speed Reflex» — аналога британського Thornton-Pickard Ruby Reflex.

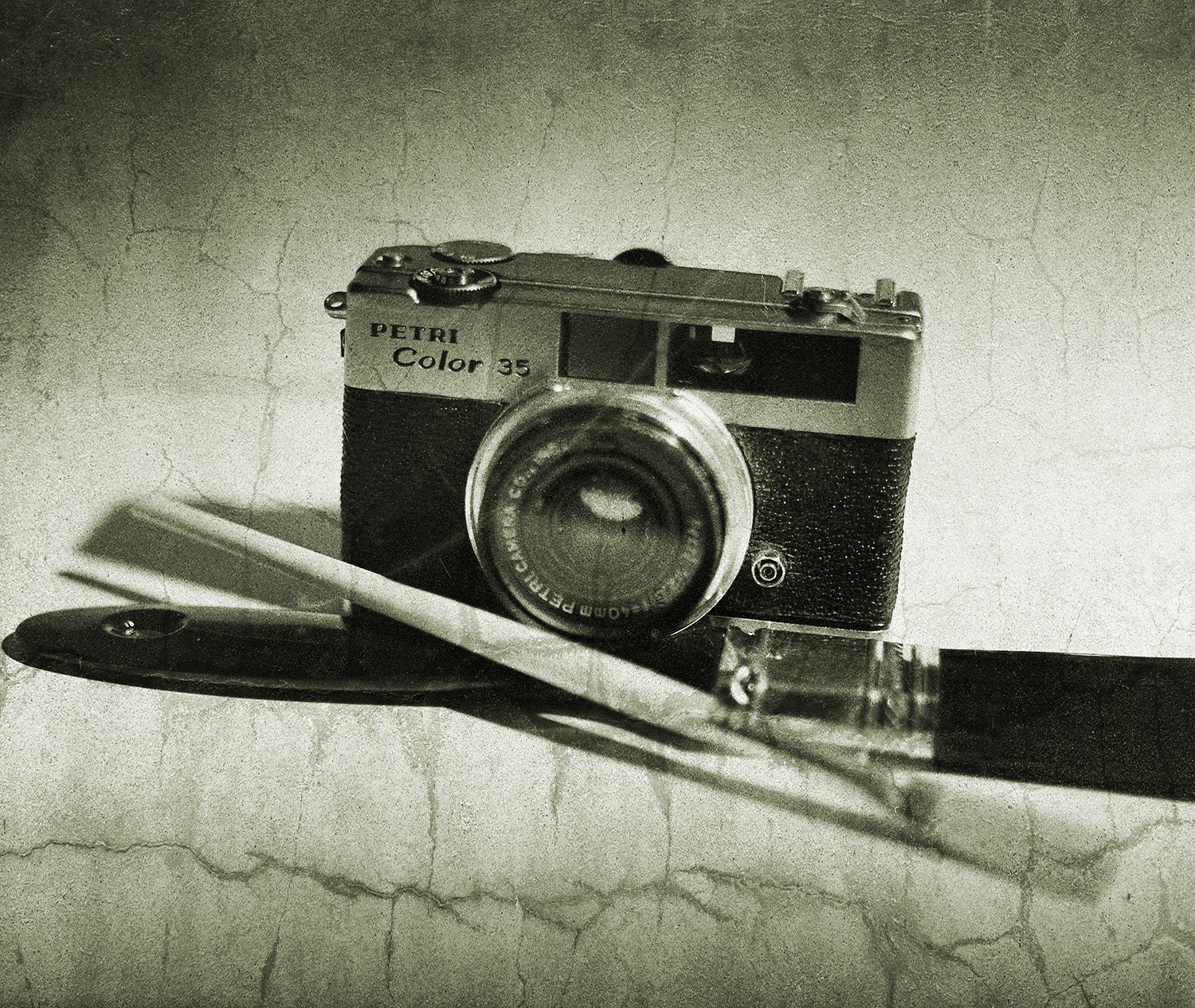

В 1930 назва змінилася на Gōshi-gaisha Kuribayashi Shashin Kikai Seisakusho. З 1929 багато фотоапаратів компанії продавалися під назвою First. Торгова марка First належала дистриб'юторській компанії Minagawa Shōten.
В 1943 компанія мала в Токіо фабрику і офісний будинок. Вони були зруйновані під час бомбардування Токіо в 1945 році.
В 1949 році компанія була перейменована в KK Kuribayashi Shashin Kikai Seisakusho. Співпраця з Minagawa Shōten не було відновлено. Для назви нового бренду були прийняті слова Karoron і Petri. Компанія під цими брендами випускала фотоапарати з форматом плівки 6 × 4,5 см і під назвою Petriflex випускався двохоб'єктивний фотоапарат 6 × 6 см. В 1954 почалося виробництво фотоапаратів для плівки типу 135. В 1956 назва компанії змінилося на Kuribayashi Shashin Kōgyō K. K. В 1962 найменування компанії змінилося на Petri Camera Ltd.
В 1968 році почалося виробництво компактного фотоапарата Petri Color 35 — дуже схожого на Rollei 35.
В 1977 Petri Camera збанкрутувала. На її основі була створена Petri Kōgyō K. K. Компанія в 1980-их роках припинила випуск фотоапаратів, але продовжує виробництво телескопів.